# Tour Hekla
La Tour hekla è un grattacielo di 220 metri (722 piedi) e 48 piani attualmente in costruzione a Puteaux, nel quartiere La Défense, nell'Area metropolitana di Parigi. È stato progettato dall'architetto francese Jean Nouvel . L'edificio ha ricevuto il permesso di costruire nel giugno 2016. La costruzione è iniziata a maggio 2018 con una consegna prevista per l'inizio del 2022. Una volta completata, sarà la seconda torre più alta del quartiere La Défense, superando Tour Montparnasse
. Il costo del progetto è stimato in 248 milioni di euro.